# Maison Doulton

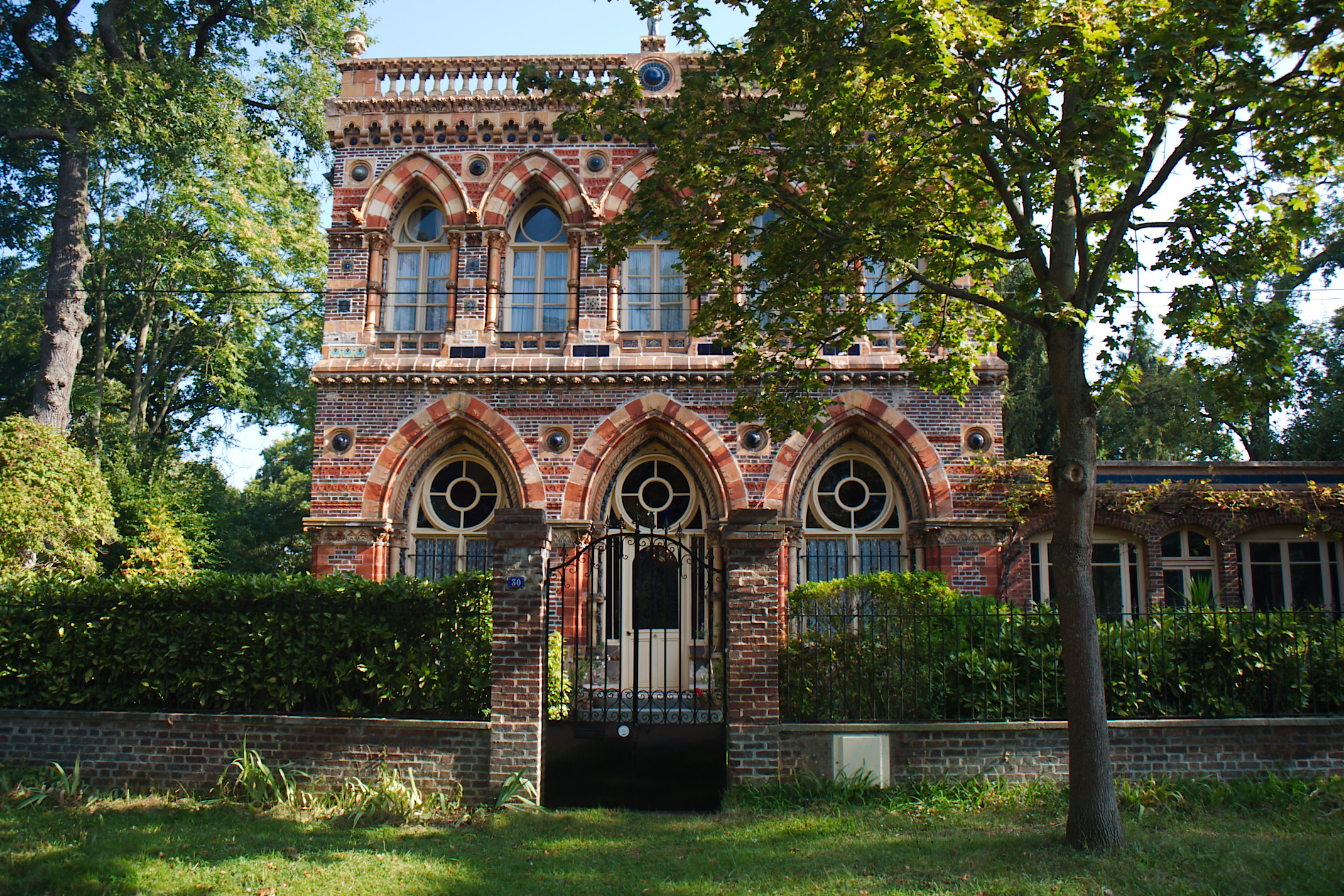
Maison Doulton in Maisons-Laffitte

Das Maison Doulton in Maisons-Laffitte, einer französischen Stadt im Département Yvelines der Region Île-de-France, wurde als Ausstellungspavillon des englischen Keramikunternehmens Royal Doulton für die Weltausstellung Paris 1878 errichtet. Die daraus entstandene Villa an der Avenue Pascal Nr. 30 ist seit 2012 als Monument historique geschützt.
Architekt des Pavillons war der Engländer William Wilkinson (1819–1901). 
Der Pavillon wurde nach der Umsetzung in den Park von Maisons-Laffite erweitert und mit einem rückwärtigen Haus versehen. Große spitzbogige Fenster im neugotischen Stil charakterisieren das Gebäude. Die Keramikdekoration der Fassade stellte Royal Doulton her.